# Саєнко Георгій Іванович
Георгій Іванович Саєнко (6 січня 1900, село Підопригори, тепер Сумського району Сумської області — ?) — радянський військовий діяч, голова Центральної ради Тсоавіахіму (ДТСААФ) УРСР, полковник.

## Життєпис
З липня 1923 року служив у Червоній армії. Член ВКП(б).
Перебував на відповідальній роботі в Центральній раді ТСОАВІАХІМу СРСР.
З червня 1944 по 1955 рік — голова Центральної ради ТСОАВІАХІМу Української РСР (із 1951 року — ДТСААФ Української РСР).
Подальша доля невідома.

## Звання
- підполковник
- полковник

## Нагороди та відзнаки
- орден Леніна (20.06.1949)
- орден Червоного Прапора (3.11.1944)
- орден Вітчизняної війни І ст. (27.02.1947)
- орден «Знак Пошани»
- медаль «За перемогу над Німеччиною у Великій Вітчизняній війні 1941—1945 рр.» (1945)
- медаль «За доблесну працю у Великій Вітчизняній війні 1941—1945 рр.» (1945)
- медалі